# Fingerfehler

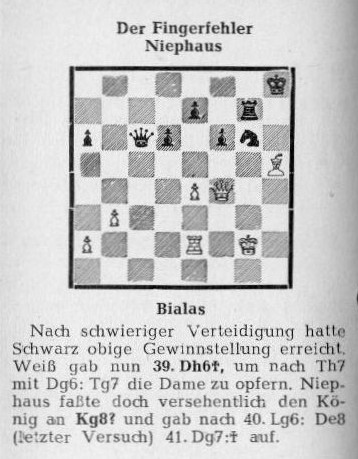
Fingerfehler in der Partie Wolfram Bialas – Walter Niephaus, 1955

Fingerfehler ist ein Ausdruck, der aus dem Schachjargon stammt (und eventuell aus der Musiksprache entlehnt wurde). Man versteht darunter den Fall, dass ein Spieler „eine Figur anfasst, ohne es eigentlich gewollt zu haben“, (beispielsweise, weil er eigentlich die Figur auf dem benachbarten Feld berühren wollte) oder aber, sie auf ein anderes Feld als geplant zu stellen. Der deutsche Ausdruck ist als Lehnwort in die internationale Schachspielersprache eingegangen.
Die schon berührte Figur muss entsprechend der Berührt-geführt-Regel gezogen werden, oder eine berührte gegnerische Figur notfalls geschlagen werden. Hat der Spieler per Fingerfehler eine Figur auf ein ungeplantes Feld gestellt, dabei aber einen legalen Zug ausgeführt, so kann er dies korrigieren, wenn er die Figur noch in der Hand hält. Hat er sie schon losgelassen, ist der Zug nicht mehr änderbar.
Bei einem rein motorischen Missgeschick, also dem unabsichtlichen Berühren oder Umwerfen einer Figur, gilt die Regel nicht. Man spricht dann auch nicht von einem Fingerfehler.

## Abgrenzung
Fingerfehler sind nicht eindeutig von „echten“ Fehlern abzugrenzen, da ja die wahren Gründe des Schachspielers, die betreffende Figur zu berühren, in seinem Kopf liegen und nicht beweisbar sind. Schachspieler verwenden den Begriff gelegentlich als Ausrede, um eine Niederlage als unglücklich darzustellen oder ein Übersehen nicht einzugestehen. Bei schweren Fehlern von Schachmeistern, die nicht ihrer Spielstärke entsprechen, mutmaßen Kommentatoren mitunter, es habe sich um einen Fingerfehler gehandelt.
Es gibt auch Zwischenstufen und leicht verschiedene Mechanismen. Manchmal verwechselt ein Spieler die Zugfolge einer vorausberechneten Variante und führt Züge in der falschen Reihenfolge aus. Insbesondere in Zeitnot kann es vorkommen, dass der vorherige Zug des Gegners nicht richtig wahrgenommen und reflexhaft beantwortet wird. Häufig wird deshalb der psychologische Ratschlag erteilt, dass man „auf den Händen sitzen“ sollte, um überhastete Züge zu vermeiden.

## Beispiele
|   | a | b | c | d | e | f | g | h |   |
| 8 |   |   |   |   |   |   |   |   | 8 |
| 7 |   |   |   |   |   |   |   |   | 7 |
| 6 |   |   |   |   |   |   |   |   | 6 |
| 5 |   |   |   |   |   |   |   |   | 5 |
| 4 |   |   |   |   |   |   |   |   | 4 |
| 3 |   |   |   |   |   |   |   |   | 3 |
| 2 |   |   |   |   |   |   |   |   | 2 |
| 1 |   |   |   |   |   |   |   |   | 1 |
|   | a | b | c | d | e | f | g | h |   |

Stellung nach 12. Df3–g3 (vor dem Fingerfehler)
Bobby Fischer unterlief ein Fingerfehler in einer Partie gegen Wolfgang Unzicker beim Turnier von Buenos Aires 1960. Fischer fasste in der abgebildeten Stellung seinen Bauern auf h7 an und sah sich genötigt, den Randbauern vorzurücken. Da 12. … h7–h6 wegen 13. Lg5xh6 sofort verliert, war er zu dem Zug 12. … h7–h5 gezwungen. Nach diesem Fingerfehler war seine Königsstellung jedoch unrettbar geschwächt, und er verlor die Partie in nur 22 Zügen.
Eine Sonderform des Fingerfehlers ist ein mit der „richtigen“ Figur falsch ausgeführter Zug. Dies unterlief beispielsweise Wassyl Iwantschuk gegen Gata Kamsky beim Turnier in Tilburg 1990. Iwantschuk, der mit den schwarzen Steinen spielte, hatte als Antwort auf 1. e2–e4 die Französische Verteidigung vorbereitet, zog jedoch aufgrund von Nervosität seinen Bauern ein Feld zu weit nach e5, wonach die Spanische Partie entstand. Dieser Fingerfehler brachte ihn derart aus dem Konzept, dass er die Partie schnell verlor, obwohl der Fehler in diesem Fall keinen realen Nachteil zur Folge hatte.

## Mouseslip
In diesem Zusammenhang ist der sogenannte mouse-slip im Internet-Schach zu erwähnen. Definiert wird dies als das „unbeabsichtigte Loslassen einer Figur“. Fehlerursache ist das ungeschickte Betätigen des Eingabegeräts, der „Maus“. Zwischen einem motorischen Versehen und dem Fingerfehler-Typus liegt in solchen Fällen oftmals kein erkennbarer Unterschied.